# Жамм, Франк Андре
Франк Андре Жамм (фр. Franck André Jamme; 21 ноября 1947 — 1 октября 2020) — французский поэт и искусствовед.
Публикуется начиная с 1981 года. Поэзия Жамма (включая стихотворения в прозе) тяготеет к герметизму и мистике, он последовательно отказывается говорить от первого лица. В 2005 году удостоен Большой премии Общества литераторов.
Наряду с занятиями поэзией известен как коллекционер и исследователь индийского визуального искусства, особенно тантрического. Вершиной его работы в этой области стал подготовленный им альбом «Тантрическая песнь» (англ. Tantra Song; 2011).
В 1983 г. выступил редактором полного собрания сочинений Рене Шара в серии «Библиотека Плеяды». Переводил на французский язык индийскую поэзию (в том числе Локенатха Бхаттачарью), а также Джона Эшбери, который, в свою очередь, переводил его на английский.